# Listă de cutremure în Canada

Harta Canadei

Aceasta este o listă a cutremurelor de peste 6.5 Mw, în Canada.

## Listă
| Dată       | Magnitudine | Intensitate      |
| ---------- | ----------- | ---------------- |
| 1918-12-06 | 7 Mw        | IX. Violent      |
| 1929-05-26 | 7 Mw        | IX. Violent      |
| 1929-11-18 | 7.3 Mw      | X. Intens        |
| 1933-11-20 | 7.4 Mw      | X. Intens        |
| 1946-06-23 | 7.3 Mw      | X. Intens        |
| 1949-08-22 | 8.1 Mw      | XII. Catastrofic |
| 1970-06-24 | 7 Mw        | IX. Violent      |
| 1985-12-23 | 6.8 Mw      | VIII. Destructiv |
| 2004-11-02 | 6.7 Mw      | VIII. Destructiv |
| 2008-01-05 | 6.6 Mw      | VIII. Destructiv |
| 2009-11-17 | 6.6 Mw      | VIII. Destructiv |
| 2012-10-28 | 7.7 Mw      | X. Intens        |

- Note: Cutremure M6.5+ .